# Đồ bơi

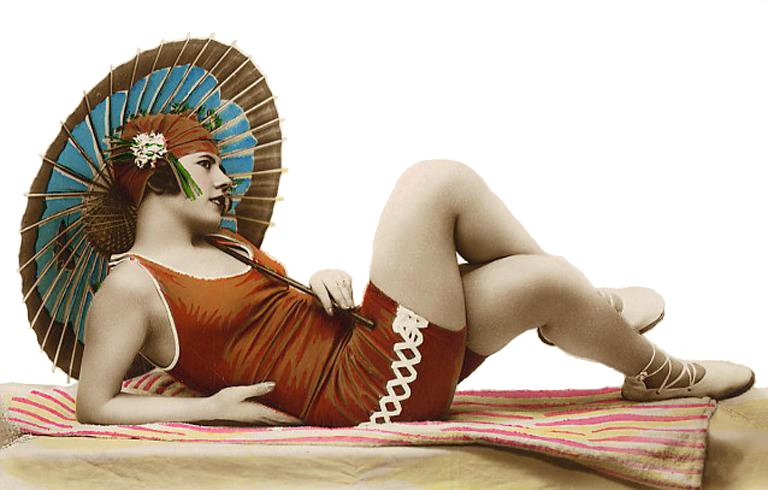
Đồ bơi của phụ nữ Mỹ những năm 1920.

Đồ bơi, đồ tắm hoặc trang phục bơi là một loại quần áo được thiết kế để mặc khi bơi. Đồ bơi có thể ôm sát hoặc hơi rộng, cũng có loại hở rất khiêm tốn nhưng cũng có loại được thiết kế hở càng nhiều càng tốt mà không thật sự là khỏa thân. Chúng thường được may bằng loại vải không bị trong suốt khi ướt.

## Kiểu và loại đồ bơi

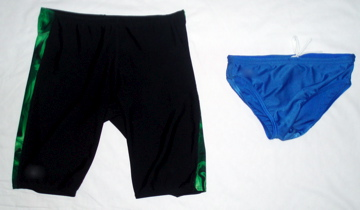
Quần bơi

Đồ bơi được thiết kế để che vùng kín của cả nam lẫn nữ, có thay đổi qua nhiều thời kỳ khác nhau. Các kiểu đồ bơi nam là quần lửng, G-string hoặc bikini. Đồ bơi nữ có thể là kiểu áo tắm một mảnh, bikini hoặc G-string. Kiểu mới gần đây nhất là burqini, là loại hở rất ít, được thiết kế cho phụ nữ theo Hồi giáo; nó che toàn thân và cả phần đầu (nhưng mặt để hở) trông tựa như đồ của những vận động viên nhảy cầu.
Monokini, là một kiểu đồ bơi dành cho phụ nữ, chỉ có quần bikini mà không có áo tương ứng, để cho ngực lộ trần. Monokini phổ biến nhiều nơi ở Nam Mỹ và Châu Âu vì các bãi biển cho để ngực trần đã thành quen thuộc, và vì cấm kị nên chúng hầu như không xuất hiện ở Hoa Kỳ, ngoại trừ vài nơi bị ảnh hưởng mạnh từ du khách châu Âu. Đối với những thiếu nữ trong tuổi tiền dậy thì để ngực trần thì đôi khi cũng được chấp nhận.
Loại đồ bơi đặc biệt là đồ bơi thi đấu, được thiết kế để giảm lực kéo của da, tựa như kiểu áo liền quần. Đối với một số kiểu bơi và lặn, người ta mặc một bộ đồ đặc biệt được làm bằng spandex và có bảo vệ thân nhiệt chút ít, nhưng bảo vệ da khỏi ngứa và trầy xước.
Bơi mà không mặc đồ là một hình thức khỏa thân. Có những bãi biển đặc biệt dành riêng cho việc tắm nắng và bơi khỏa thân. Để thay thế cho đồ tắm, một số người tạm thời sử dụng quần đùi, quần lót... Ở bãi biển, việc mặc quần áo thoải mái hơn trong hồ bơi, nơi có xu hướng không cho phép mặc những loại quần lót không đường may vì nó có thể trở nên trong suốt khi ướt và được xem là không sạch sẽ.
Đồ tắm nữ còn được mặc để phô bày cơ thể trong các cuộc thi sắc đẹp như hoa hậu. Trong khi sịp bơi nam để trình diễn thời trang trong các cuộc thi nam vương hay thi đấu thể hình.

### Đồ bơi nữ

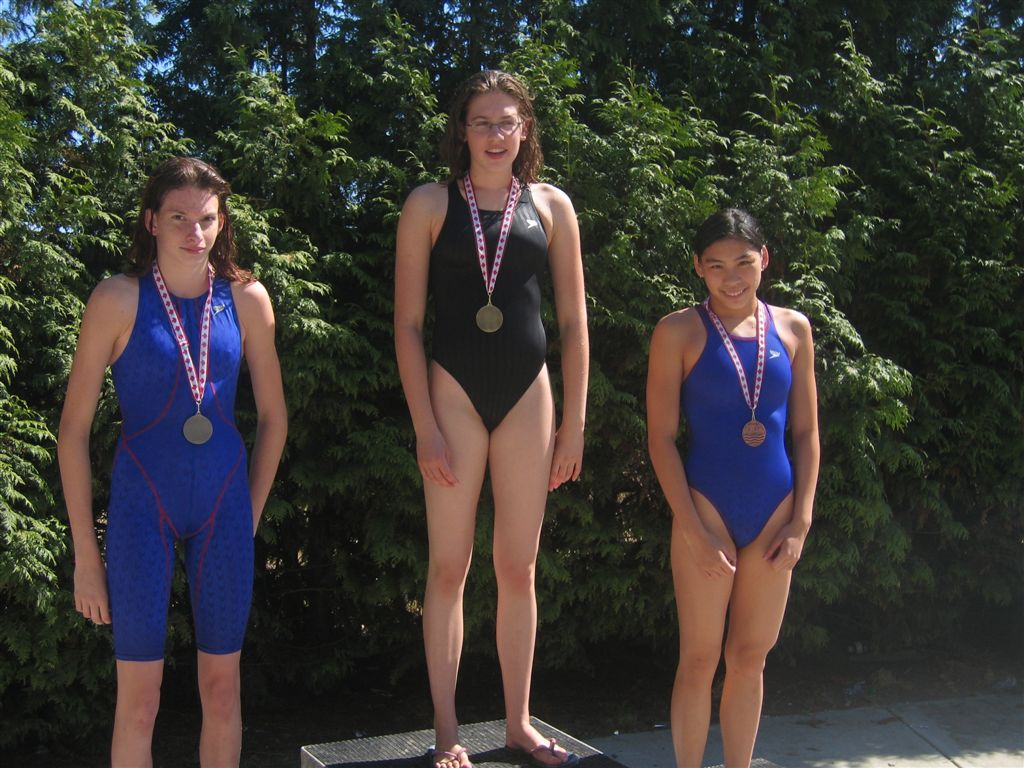
Thiếu nữ mặc áo tắm một mảnh

#### Áo tắm một mảnh
- Áo tắm một mảnh (One-piece swimsuit): Có lẽ là kiểu phổ biến nhất của đồ bơi nữ
- Monokini: Là kiểu lấy cảm hứng từ kiểu bikini. Monokini có hình dáng của bikini nhưng đã sửa thành một mảnh.
- Áo tắm Sling (Sling swimsuit): Đồ tắm một mảnh, phía sau có dây, hở 2 mông

#### Áo tắm hai mảnh
- Bikini
  - G-string

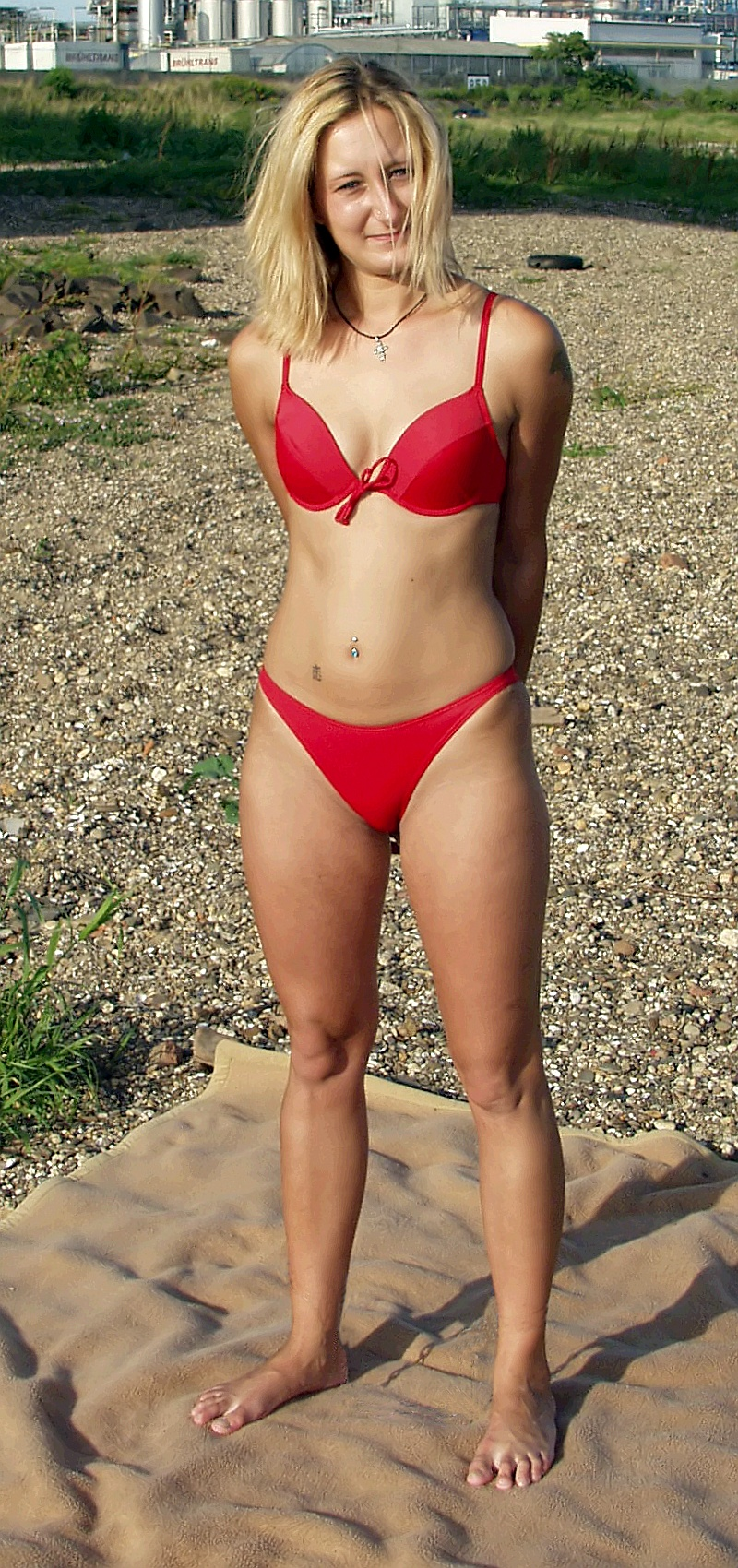
Thiếu nữ mặc bikini

  - Tankini: Áo một mảnh và quần bikini

#### Đồ bơi cho phụ nữ Hồi giáo
Một phiên bản mới của đồ tắm toàn thân đã có từ lâu nay nhưng vẫn phù hợp truyền thống Hồi giáo.
- Burqini: Được thiết kế bởi Aheda Zanetti, một người Úc gốc Liban, dành cho phụ nữ Hồi giáo, bộ đồ này che phủ toàn thân ngoại trừ mặt, hai tay và hai chân (đủ để giữ vẻ khiêm tốn của Hồi giáo nhưng cũng đủ nhẹ để có thể bơi được).

Ở Ai Cập, từ "đồ bơi Sharia" được dùng để chỉ đồ bơi toàn thân.

### Đồ bơi nam

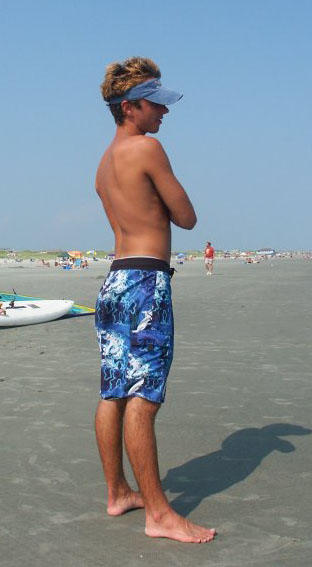
Thanh niên mặc quần lửng

- Quần bơi: Nhiều kiểu khác nhau, từ loại kín đến loại G-string.
- Quần lửng: Ống quần dài tới đầu gối. Một số hồ bơi cấm mặc quần loại này vì lý do vệ sinh.
- Quần đùi: Làm từ vải 100% polyester hoặc 100% nylon. Cũng như quần đùi bình thường nhưng có một đường polyester phía trong. Dù quần đùi đã là quần tắm từ năm 1940, nhưng đỉnh điểm là những năm 1990 khi có những chương trình TV như Baywatch. Ngày nay, người ta mặc quần lửng nhiều hơn. Tuy nhiên, kiểu này vẫn còn thông dụng, nhất là ở nhóm người lớn tuổi.
- Jammers: Là loại quần bơi nam mà các vận động viên thi đấu thể thao hay mặc, hơi giống kiểu quần của những vận động viên xe đạp. Ngoài ra nó còn dài tới hết ống chân.

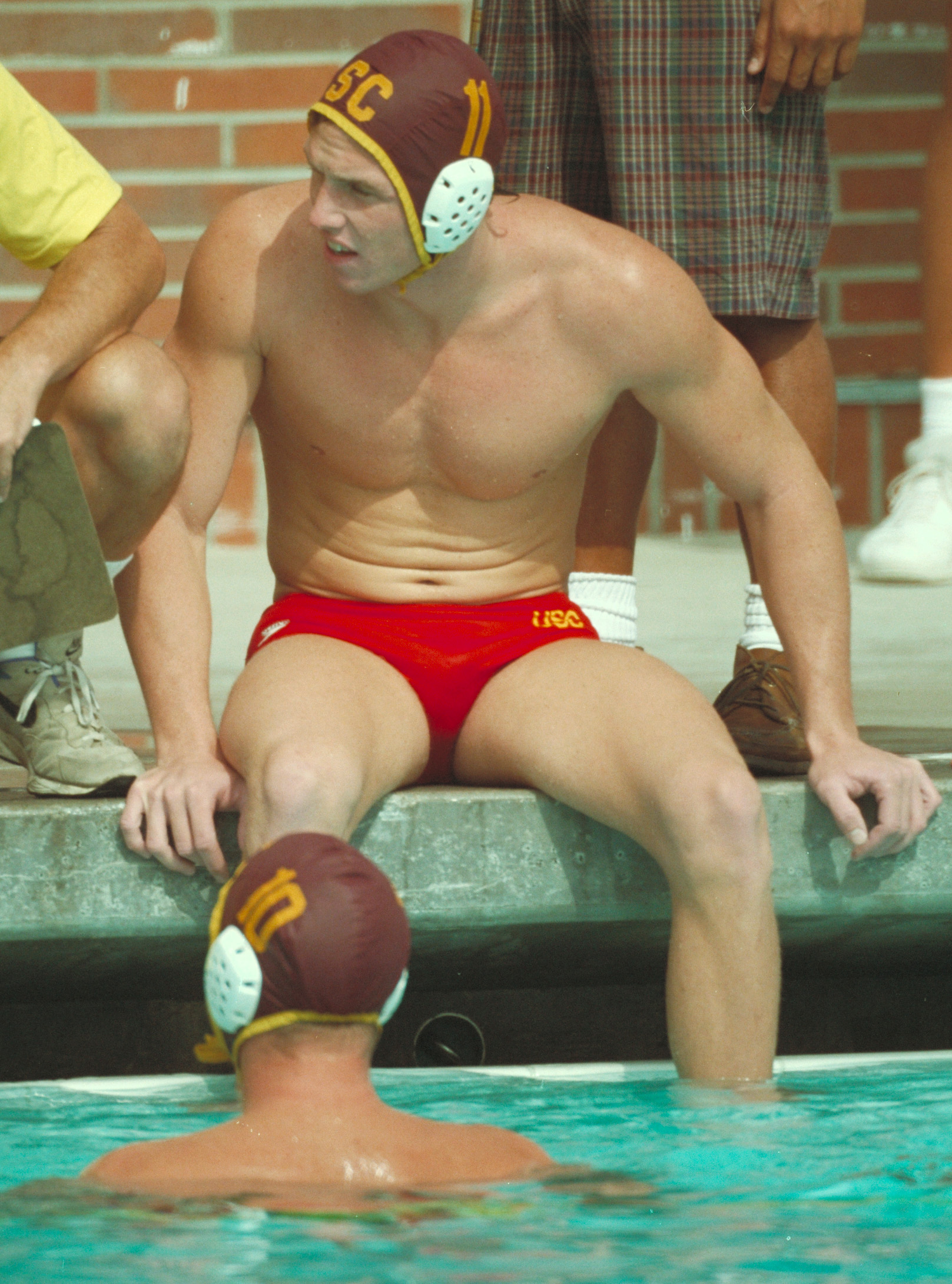
Vận động viên bóng nước với mũ và sịp bơi.

- Quần bơi tam giác (sịp bơi): Một loại quần sịp chuyên dùng cho các vận động viên tham gia các môn thể thao dưới nước được làm từ những chất liệu như nylon hay polyester để nhanh khô và tạo cảm giác nhẹ nhàng, thoáng mát, được thiết kế ôm sát với dáng chữ V ở mặt trước.

Chúng nhìn giống quần sịp nam thông thường nhưng có thiết kế đẹp mắt với chất liệu vải dày dặn hơn và có lớp lót mỏng ở bên trong. Sự phổ biến Speedo - thương hiệu đồ bơi Úc đã dẫn đến việc sử dụng tên của mình ở nhiều nước trên thế giới (ví dụ như Hoa Kỳ, New Zealand, Anh và châu Âu) để tham khảo bất kỳ, không phụ thuộc vào nhà sản xuất. Thỉnh thoảng, những Speedo genericized nhãn hiệu cũng được áp dụng để cắt vuông áo tắm, nhưng nói chung các thuật ngữ chung được sử dụng với sịp bơi. Sịp bơi cũng được gọi là sịp thể thao, quần bơi tam giác và một cách thông tục ở Úc là " Budgie buôn lậu".
- Mankini: áo tắm sling dành cho nam

Sịp được mặc bởi các vận động viên chuyên nghiệp và giải trí trong nhiều môn thể thao nước. Họ là những tiêu chuẩn trong các môn thể thao dưới nước như nhảy cầu,bơi lội và bóng nước. Sịp bơi được ưa thích trong bơi lội thi đấu để giảm sức nước, mặc dù jammers và bodyskins đôi khi mặc thay thế nhưng đôi khi cũng rất khó chịu và không thoải mái. Những người tham gia vào các môn thể thao đòi hỏi một wetsuit như trượt nước, lặn biển, lướt sóng, và lướt ván thường mặc quần sịp bơi như một lót cho wetsuit.

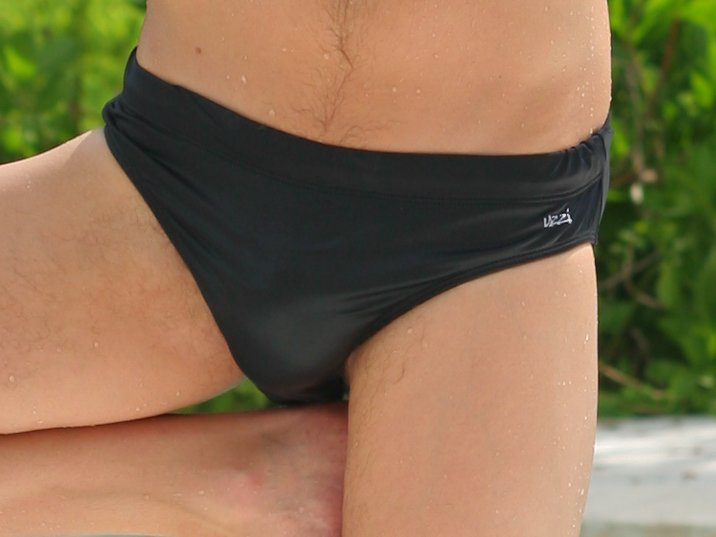
Sịp bơi của nam (dùng trong bơi lội, nhảy cầu và bóng nước)

Trong khi sịp bơi được sử dụng trên toàn thế giới bởi các vận động viên thể thao nước, sự phổ biến của quần sịp bơi như thường beachwear và bơi mặc khác nhau trên khắp thế giới. Trong lục địa châu Âu và Brazil, tóm tắt là tương đối phổ biến trong số những người bơi lội bình thường nam và người đi chơi biển. Trong Hoa Kỳ và Vương quốc Anh, là rộng hơn và ít tiết lộ thân hoặc quần short ban là những bộ quần áo ưa thích dành cho giải trí, mặc dù quần sịp bơi luôn nhìn thấy một mức độ nào. Ở một số nước như Pháp, đàn ông chỉ được phép mặc sịp bơi và không quần short, vì những lý do liên quan đến vệ sinh. Sịp bơi được lựa chọn để giải trí bao gồm phong cách, dễ di chuyển trong nước, tiếp xúc với ánh nắng mặt trời, thời gian khô nhanh, và khả năng để được mặc dưới quần hoặc quần short. Cựu Thủ tướng Australia Tony Abbott là một tín đồ thể dục chú ý vì mặc "speedos" hoặc "buôn lậu Budgie".
Đôi khi sịp bơi được mặc cho các mục đích khiêm tốn, và chúng thường được sử dụng như trong các môn thể thao dưới nước hay thậm chí sịp bơi cũng dành cho biểu diễn thể hình. Ngoài công ty trùng tên của phong cách Speedo, sịp bơi thi đấu được sản xuất bởi các công ty như Nike, Tyr, Dolfin, Arena, Kiefer, Adidas và aussieBum. Nhiều người trong số các công ty này đã mở rộng hàng hóa của họ để phản ánh các xu hướng gần đây trong thể thao dưới nước. Chúng bao gồm sự phổ biến ngày càng tăng của các phong cách jammers và sự phát triển của đồ bơi toàn thân để bơi lội trong thi đấu.

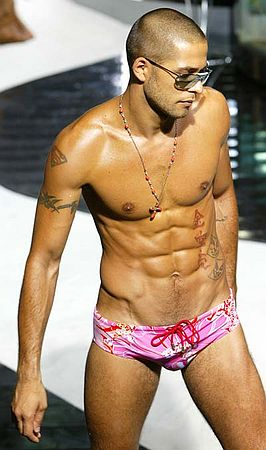
Siêu mẫu nam mặc sịp bơi.

Vào cuối thời trang, một số công ty thiết kế bao gồm Nautica, Olaf Benz, Calvin Klein và aussieBum đã bắt đầu dòng phù hợp với phong cách ngắn gọn tại Hoa Kỳ. Hầu hết các thương hiệu thiết kế đồ bơi của nam giới ở châu Âu, châu Á và Úc sản xuất đường của nhiều bộ quần áo phong cách ngắn hơn, bao gồm cả thân hình vuông cắt Brazil ngày càng phổ biến (được gọi là Sunga trong tiếng Bồ Đào Nha).

### Đồ bơi thi đấu
Không như đồ bơi thường là loại được thiết kế chủ yếu làm phục trang, đồ bơi thi đấu được sản xuất với mục đích các vận động viên trong thi đấu bơi lội. Nó làm giảm ma sát và sức kéo trong nước, tăng hiệu quả cho người bơi khi chuyển động tiến lên. Đồ bó sát khiến chuyển động dễ dàng và được cho là giảm rung cơ vì thế giảm sức kéo. Khởi đầu khoảng năm 2000, trong nỗ lực cải tiến tính hữu hiệu của đồ bơi, các kỹ sư đã đưa vào thiết kế chúng theo mô phỏng da của các loài sinh vật biển, đặc biệt là cá mập.
Các bộ đồ bơi được thiết kế để giảm thiểu sức cản của nước ở mức nhỏ nhất có thể và như thế cho phép người bơi di chuyển trong nước hiệu quả hơn. Ví dụ, công ty Speedo, đã giới thiệu đồ bơi "Fastskin". Các nhà khoa học khi nghiên cứu da cá mập đã khám phá ra rằng da người không đủ khả năng để "cắt" nước do cấu tạo lỗ không thấm nước của da người. Các vệt giữa vảy tạo ra lực cản của da. Các khe cho phép nước lướt qua cá mập hiệu quả hơn.

## Lịch sử

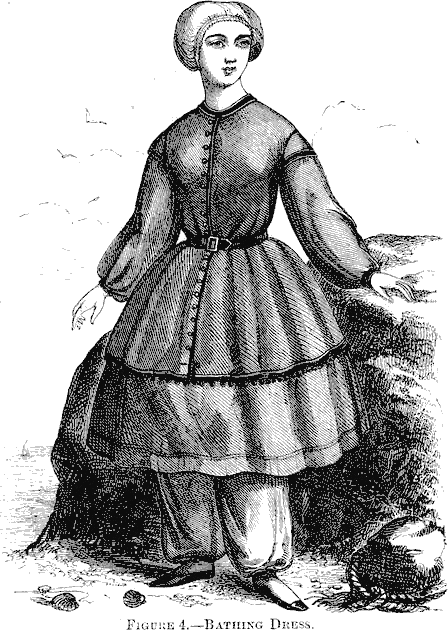
Đồ tắm nữ năm 1858

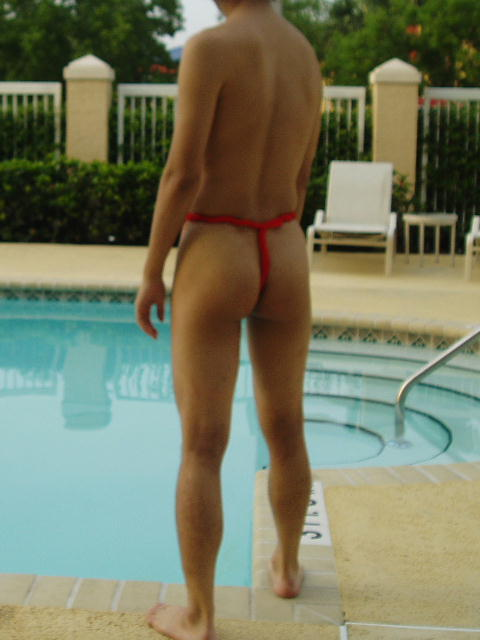
Khố Nhật Fundoshi - làm quần bơi

Các truyền thống văn hoá khác nhau, nếu không khỏa thân, thì cũng có các trang phục thích hợp như là khố, ví dụ như khố Nhật fundoshi.
Thế kỷ 18, phụ nữ mặc "áo đầm tắm", đó là váy vải dài mà khi ướt thì không bị trong suốt, có chèn vật nặng vào gấu áo để áo không bị nổi lên. Đồ tắm nam, được phát triển và chỉ thay đổi không đáng kể trong nhiều thế kỷ qua.
Thế kỷ 19, áo tắm hai mảnh của nữ trở nên phổ biến; áo tắm hai mảnh lúc này là áo đầm từ vai đến gót chân và quần phía trong có ống dài đến mắt cá.